# Manuel de Gomar
Le Comte Manuel Pérez Seoane y Fernández de Salamanca, Conde de Gomar, né le 21 septembre 1897 à Madrid et mort dans la même ville le 21 février 1935, est un joueur de tennis espagnol.

## Carrière
Le Comte de Gomar est un membre de l'Atlético Madrid. Il est sacré Champion d'Espagne de 1916 à 1918. Il remporte le Concurso Internacional de Barcelona de 1917 à 1919 et la Xe Copa del Rey de Tenis en 1923. Il est membre du top 10 mondial en 1924.
En 1922, il se hisse en finale aux Championnats du monde sur terre battue à Bruxelles après avoir battu Jean Washer et Jean Borotra. Il perd contre Henri Cochet (6-0, 2-6, 4-6, 6-1, 6-2).
Il atteint en 1923 les demi-finales des Championnats du monde sur court couvert de Barcelone où il s'incline de nouveau face à Henri Cochet (3-6, 2-6, 6-3, 8-6, 6-2). Il se distingue lors du tournoi de Wimbledon en atteignant les quarts de finale en simple (défaite contre Francis Hunter 3-6, 4-6, 6-1, 6-3, 6-2) et la finale en double avec Eduardo Flaquer (perdue contre Leslie Godfree et Randolph Lycett, 3-6, 4-6, 6-3, 3-6). Il s'agit de la première paire espagnole en finale à Wimbledon (il faudra attendre 1987 pour qu'à nouveau une paire espagnole atteigne ce niveau).
Il joue en Coupe Davis avec l'équipe d'Espagne de 1921 à 1923. Il dispute 6 rencontres et remporte 10 matchs pour 8 défaites. L'équipe qu'il a formé avec Manuel Alonso a été surnommée « Los Dos Manolos » (les deux Manuels) une référence à la fameuse paire américaine composée de « Big Bill » Tilden et « Little Bill » Johnston. En 1922, ils atteignent la finale (all comers' final) contre l'Australie. En 1923 avec Eduardo Flaquer, ils atteignent la finale Europe où ils perdent contre la France à Deauville en remportant cependant le double face à Jacques Brugnon et Henri Cochet (6-4, 8-6, 11-13, 1-6, 6-4).
En 1923, de Gomar a dû se retirer du tennis en raison d'une affection de la poitrine, qui a finalement causé son décès au début de l'année 1935. Il est enterré au cimetière de San Isidro de Madrid.